# Казулана, Маддалена
Маддалена Казулана (итал. Maddalena Casulana; род. ок. 1540 — ок. 1590) — итальянский композитор, певица и лютнистка эпохи позднего Возрождения. Первая в истории западной музыки женщина-композитор, произведения которой были опубликованы.

## Биография
Сведений о жизни Маддалены Казуланы сохранилось очень мало, информацию о ней получают из сборников её мадригалов. Вероятно родилась в Казоле-д’Эльса  (в 24 км к западу от Сиены, Тоскана, что следует из её имени Casulana.
Первая её работа датируется 1566 годом; четыре мадригала в сборнике Il Desiderio, которые она создала во Флоренции. Два года спустя обнародовала в Венеции первую самостоятельную книгу мадригалов на четыре голоса (Il Primo libro di madrigali), которая была первым печатным произведением женщины-композитора в истории западной музыки. В том же году Орландо ди Лассо дирижировал композицией Казуланы при дворе Альбрехта Баварского в Мюнхене, но сведений об этом произведении не сохранилось.
Вероятно, была в близких отношениях с Изабеллой Медичи, посвятила ей несколько произведений. В 1570, 1583 и 1586 годах обнародовала другие книги мадригалов, которые были опубликованы в Венеции.
В этот период вышла замуж за мужчину по имени Медзари (Mezari), но информации о нём и их брачной жизни не сохранилось.
Очевидно посещала Верону, Милан и Флоренцию, а также была в Венеции, поскольку её произведения публиковались там, и многочисленные венецианцы обсуждали её одаренность.
В своей первой книге мадригалов, она гордо декларирует свое стремление показать миру ошибку мужчин, в том что мужчины обладают талантом и не верят в то, что им могут быть одарены женщины.

## Стиль
Стиль Казуланы умеренно контрапунктический и характеризуется хроматизмами, реминисценциями некоторых произведений Луки Маренцио и многих мадригалов Филиппе де Монте. Она избегает экспериментов таких композиторов феррарской школы как Луццаско Луццаски и Джезуальдо Карло.
Другие тогдашние композиторы, например Филиппе де Монте, относились к ней с большим уважением; Орландо ди Лассо, дирижируя одну её свадебную композицию в Баварии, находился под впечатлением от её мастерства.
В настоящее время известно о 66 мадригалов Казуланы.